# Eviota sigillata
Eviota sigillata ist ein sehr kleiner Meerwasserfisch aus der Familie der Grundeln (Gobiidae). Er kommt in den Korallenriffen des tropischen Indopazifik von den Seychellen bis zum nordostaustralischen Great Barrier Reef, Mikronesien, den südjapanischen Ogasawara-Inseln und Tonga vor.

## Merkmale
Eviota sigillata erreicht eine Körperlänge von 1,1 bis 2 Zentimetern, hat einen mäßig langgestreckten Körper mit einem abgerundeten Kopfprofil. Die Rückenflosse wird von 7 Hart- und 8 bis 10 Weichstrahlen gestützt. Bei der Afterflosse sind es ein Hart- und 7 bis 8 Weichstrahlen. Von der im gleichen Gebiet vorkommenden Eviota storthynx unterscheidet sich Eviota sigillata durch den fehlenden Fleck hinter dem Auge; von Eviota zebrina, die einen dunklen Punkt auf der Mitte des Schwanzflossenstiels hat, durch jeweils einen dunklen Punkt auf dem oberen und unteren Teil des Schwanzflossenstiels.

## Lebensweise
Eviota sigillata lebt in Tiefen von 4 bis 21 Metern über Sandböden und in geschützten Riffen in Lagunen und hat vor dem zwölf Wochen alt werdenden Türkisen Prachtgrundkärpfling (Nothobranchius furzeri) die kürzeste Lebensdauer, die bisher bei einem Wirbeltier festgestellt wurde. Das durchschnittliche Höchstalter beträgt lediglich 59 Tage. Ihre ersten drei Lebenswochen verbringen die Tiere als Fischlarven pelagisch im offenen Ozean, siedeln sich danach, bei einer Länge von einem bis zwei Zentimetern, in Riffen an und werden innerhalb von zwei Wochen geschlechtsreif. Für die Fortpflanzung verbleiben dann noch maximal 3½ Lebenswochen. Die Eier werden bis zum Schlupf der Fischlarven vom Paar bewacht. Die Lebensdauer von Eviota sigillata wurde bei der Untersuchung der Otolithen („Ohrsteine“) der Tiere ermittelt, die beim Wachsen eine Zwiebelschalenstruktur mit Tagesringen bilden.